# Артур Дент
А́ртур Фи́лип Дент (англ. Arthur Philip Dent) — вымышленный персонаж, протагонист и антигерой серии юмористических научно-фантастических романов британского писателя Дугласа Адамса, известной под общим названием «Автостопом по галактике».
Дент и Форд Префект спасаются с Земли, которую через несколько мгновений уничтожает флот вогонов, чтобы освободить место для гиперпространственного экспресс-маршрута.
Следующие несколько лет Артур, не вылезая из своей ночной рубашки, попадает из одной передряги в другую, непрерывно пытаясь хоть как-то упорядочить свою жизнь. 
Сериал, продолжающий «Автостопом по галактике», выходил на радио, на телевидении, ставился в театрах и был издан в виде пяти романов.
Во всех версиях этого произведения Артур и Форд в некоторый момент попадают на Землю, но за два миллиона лет до наших дней и в сопровождении одной трети населения планеты Голгафрингем — наиболее бесполезной трети: парикмахеров, рекламных агентов, кинорежиссёров, телохранителей и т. п. Их появление приводит к вымиранию коренного населения, и таким образом человеческая раса оказывается заменена экипажем корабля, набитого менеджерами среднего звена и парикмахерами, изгнанными с их собственной планеты. Некоторые считают, что это событие проливает свет на истинные причины нынешнего уровня развития человечества на Земле.
Основная часть радиосериала на этом заканчивалась, но позже был написан сценарий второй части, в котором Форд и Артур были спасены одноюродным полубратом Форда Зафодом Библброксом и отправлялись в дальнейшие приключения, в ходе которых Артур угонял у Зафода его космический корабль (который тот, впрочем, сам украл) и отправлялся дальше в одиночестве (если не считать робота-параноика Марвина, бортовой компьютер Эдди и потрёпанную копию «Путеводителя для путешествующих автостопом по галактике»).
В книжной же версии Форд и Артур покидают доисторическую Землю через дыру в пространственно-временном континууме, которая выбрасывает их на современную Землю за несколько дней до её уничтожения. Снова избежав столь печальной участи и пережив очередную порцию злоключений, Артур в очередной раз попадает на Землю (вернее, на альтернативную Землю, населённую разумными дельфинами, спасающими человеческую расу от вымирания). На этой Земле он влюбляется в девушку по имени Фэнчёрч, с которой и остаётся жить долго и счастливо — до следующей, на этот раз последней книги «В основном безвредна», в которой Земля окончательно и бесповоротно погибает вместе со всеми своими альтернативными формами и параллельными образами.
В экранизации первой книги встреча Артура с мышами заканчивается их гибелью от его руки. Затем он признаётся в любви Триллиан, и они вместе с Марвином и Фордом направляются в Ресторан в конце вселенной (хотя по словам Марвина можно ошибочно заключить, что ресторан находится в пространственном, а не временном конце). Перед их уходом, Слартибартфаст активизирует отстроенную Землю (в книге вторая Земля так и не была закончена), куда впоследствии возвращаются дельфины. Зафод возвращается на пост Президента Галактики со своей новой подругой — вице-президентом Квестулар Ронток.
- Артут Дент живёт в доме в Западной Англии. В начале книги ему 30 лет, рост выше среднего, волосы тёмно-русые.
- Постоянно раздражён; Особенно его раздражало то, что его постоянно спрашивали, чем он так раздражён.
- До событий книги работал на местном радио.

## Артур Дент в культуре
В эпизоде «Рождественское вторжение» британского научно-фантастического сериала «Доктор Кто» Десятый Доктор, появляясь в пижаме и халате, сравнивает себя с Артуром Дентом, которого называет «приятным человеком» (англ. nice man), намекая, что некогда обитал в той же вселенной, что и герои «Путеводителя».
Имя Артур Дент стало нарицательным, превратившись в синоним «Обывателя невозмутимого» (англ. Unfazed Everyman) — архетип персонажей, которые несмотря на то, что являются единственными нормальными людьми (если не единственными людьми вообще) среди всех персонажей, оказываются способными понять и принять странности, постоянно их окружающие, то есть действовать так, будто ничего странного вокруг них не происходит.
В честь Артура Дента назвали астероид (18610) Артурдент, открытый в 1998 году.